# Alex (Francja)

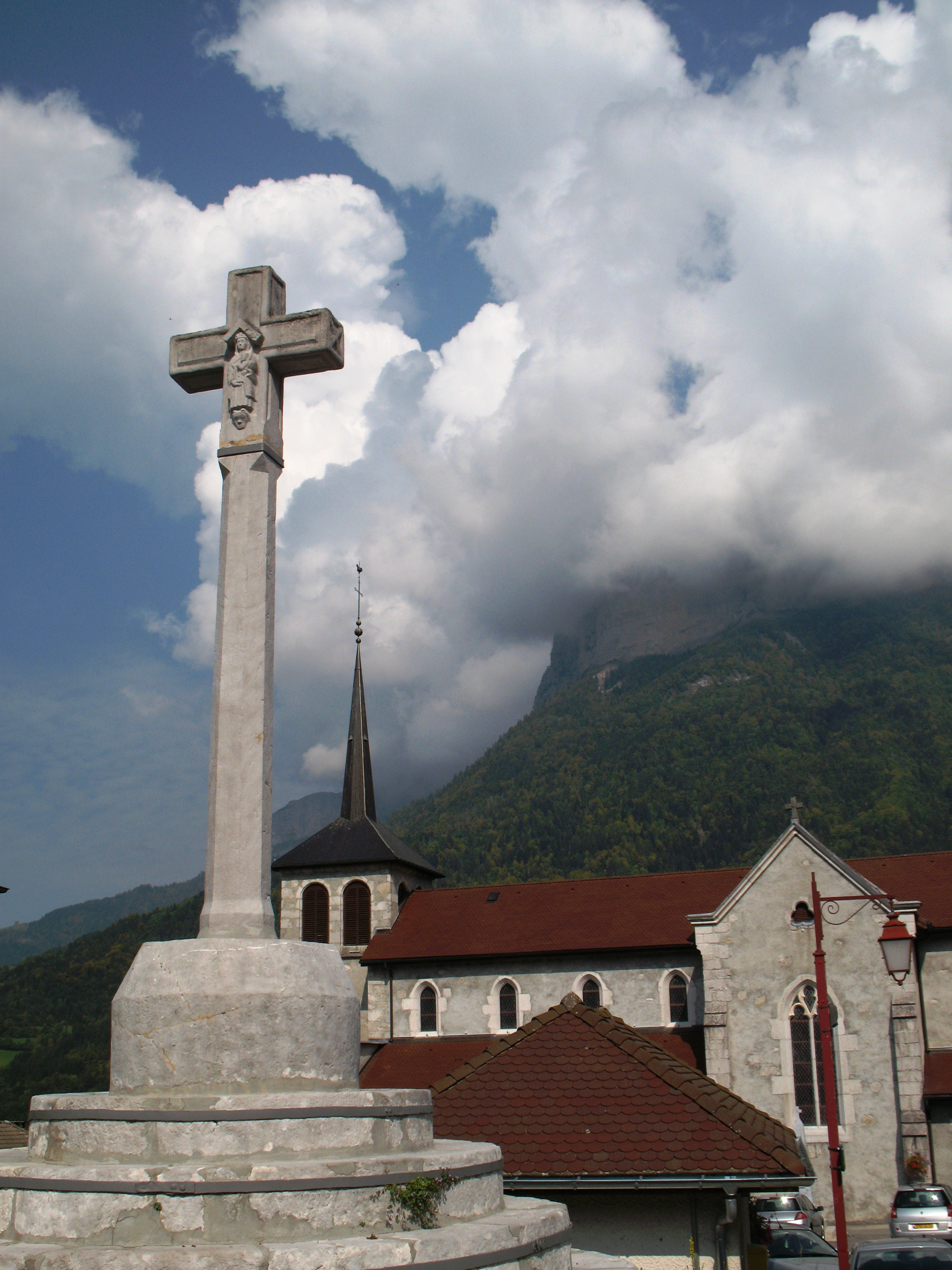
Neogotycki kościół Matki Bożej z 1864 roku, 2011

Alex – miejscowość i gmina we Francji, w regionie Owernia-Rodan-Alpy, w departamencie Górna Sabaudia.
Według danych na rok 1990 gminę zamieszkiwały 574 osoby, a gęstość zaludnienia wynosiła 34 osoby/km² (wśród 2880 gmin regionu Rodan-Alpy Alex plasuje się na 1081. miejscu pod względem liczby ludności, natomiast pod względem powierzchni na miejscu 657.).